# ツマヌダ格闘街
『ツマヌダ格闘街』（ツマヌダファイトタウン）は、上山道郎による日本の漫画。ストリートファイトが地域振興策として制度化された街を舞台に、格闘技初心者の主人公が謎のメイドの助けを借りて強さを身につけていくという格闘漫画。

## 概要
少年画報社の漫画雑誌『ヤングキング』2006年21号から連載を開始した。作者にとっては青年漫画誌での初の連載となる。

2009年11号掲載の第36話を最後に同社の『ヤングキングアワーズ』へと移籍し、2009年7月号から2011年7月号（第61話）まで掲載した後、再度移籍して同社『月刊ヤングキング』（のち『月刊ヤングキングアワーズGH』に改題）にて2011年9月号から2016年8月号まで連載。なお『ヤングキング』連載時代は、月2回発行の掲載誌に対して隔号掲載という月一ペースでの発表が原則となっていた（3号連続掲載など一部例外もある）。『ヤングキングアワーズ』および『月刊ヤングキング』は月刊誌であり、基本的に毎号掲載されている。
ドラエが語る人体の仕組に基づいた理論的な動き、伝統武術に根差した技、果ては相手の心理の裏をかく作戦に至るまで、様々な薀蓄を背景にミツルが特訓を受けるのが特徴。技や体の動きについては別枠で詳しく説明されており、日常生活への応用方法なども書かれている。
ルール化されているとは言えあくまでストリートファイトであり、試合の舞台は街中である。対戦相手も純粋なスポーツマン・格闘家の枠に収まらない個性的な選手が多い。
ドラエが技術を説明する際に、筋肉の動きが見えやすいようにすぐ下着姿になるシーンなどが多分に存在するが、あくまでも健康的な描写である。
ヒロインのドラエとラミィは、連載開始数年前から作者のサイトで描かれていたマスコットキャラクターである。

## あらすじ
プロのイラストレーターになるため上京してきたばかりの八重樫ミツルは、格安アパートがあると聞いて訪れた妻沼田（つまぬだ）市で、メイドのドラエと出会う。妻沼田市は街全体を挙げて格闘技を盛り上げようとしており、登録選手であれば街中でのストリートファイトも合法とされている。ミツルの素質を見抜いたドラエは、彼に選手登録をさせて、さまざまなアドバイスを通じて格闘家として育てていく。

## 登場人物

### 主要キャラクター
八重樫 ミツル（やえがし ミツル）
本作の主人公でイラストレーター志望の19歳（初期は18歳だったが作中で誕生日を迎えた）。鹿児島県出身。身長168センチメートル、体重58→60→62キログラム。
容姿は「一見ひ弱なオタク少年」であり、妻沼田市に来る以前は運動は苦手で格闘技の経験も皆無。イラストレーターとしてのプロデビューを志して上京したが、ドラエと出会ったことで彼の人生は大きく変わることになった。
性格は優しく控えめで争いを好まないが、誠実で内には強い意志と正義感を持っており、自らやると決めたことには一途になる努力家でもある。邪な面の無い好人物ゆえに女性からも好感を持たれることが少なくないが、シャイな性格ゆえあまり積極的ではない。ファイターとしての活動以外ではイラストレーター・西崎健の弟子としてアシスタントをしている。
幼い頃からTVアニメを見ながら絵を描いていたせいか、近視ながら動体視力や瞬間視に優れていて観察力も高く、また素人ゆえの素直さでドラエの教えを吸収し着実に実力を伸ばしている。故郷では錦江湾を桜島から鹿児島市まで約4kmを泳ぐ遠泳大会にも参加し中学生時には完泳しており、見た目の割に体力はある。勝敗に執着しない反面「自分に自信がない」という欠点にも繋がっていたが、ドラエからの指導と自身の身の上を知ることでプライドも持つようになる。方向音痴らしい。
ドラエ・タチバナ＝ドリャーエフ
ミツルが妻沼田市で出会ったメイド。年齢不詳（20歳ほど）でロシア連邦サハ共和国出身、身長165センチメートル、体重54キログラムでバストはGカップらしい。日本人の祖父、橘 明道（たちばな あきみち）から古流武術「明道流柔術」を受け継いだ達人であり、底知れない技量と知識を基に、ミツルを少しずつ武術家として育てていく。時折見せる武術の実力はジロー・クインシー・雛子・ミツルの4人を同時に相手にしても全く問題にせず、更にその中でわざとジローに胸へ掌打を打たせるよう仕向けるなど登場人物の中でも特に抜きん出ている。北国育ちだったため泳げなかったが、裕子の指導で泳ぎもすぐに覚えている。
御名本家でメイドとしての専門教育を受けているため家事の能力も優秀であり、日常生活でもミツルを的確にサポートする。その勤勉な日常生活は同居しているミツルたちが誰もドラエの睡眠を見たことが無いほどである。
普段は優しく穏やかで常に落ち着いており、何事にも物怖じしないが、照れ屋で涙もろい一面もある。一方で、武術指導や絵のモデルとしてミツルの目前で下着姿などを見せることに抵抗がなく、突然脱ぐことに慌てるミツルに対して逆に不思議がる等、やや常識や男女の性差についての意識が欠けている面も見られる。これは、故郷の森の中で祖父と2人で暮らしていたことが理由らしい。将来的な展望についても「プロのイラストレーターになったミツルの下でミツルの子の世話ができれば良い」と考えていたが、クインシーから「だったらその子を自分が産めば良い」と言われた事を切っ掛けに初めて女性としてミツルと結ばれる事を意識して戸惑っているなど、普段は泰然としている分、一度落ち込んだり混乱したり、または舞い上がってしまったりすると、本来の状態に戻るまでにはかなりの時間がかかるか、劇的なきっかけが必要になる。最終回、ツマヌダチャンピオンリーグ2位に上り詰めたミツルより、チャンピオンのジローに挑む試合の直前にプロポーズされ、それを受け入れたところで物語は終了する。
明道流柔術をミツルに継がせることを目的と話しているが、元々祖父は流派を名乗っておらず「明道流」はドラエ自身が名付けて体系化した要素が強いため、稽古方法には八卦掌の動きを取り入れるなど流派に大きなこだわりは無い。また、他流派との交流は祖父の遺志でもある。
青と白を基調にしたカラーリングのメイド服を着ている。髪は水色のセミショートヘア、瞳は赤。エプロンドレスに半円形のポケットがある。首元には赤いリボンと金色のブローチを着ける。モチーフは『ドラえもん』のドラえもん。
八重樫 ラミィ（やえがし ラミィ）
ミツルの義理の妹。18歳（ミツルより半年若い）。身長159センチメートル。実母とは事故で死別。本名はカーペンター・八重樫・空美（そらみ）・ラミィ。
ミツルがストリートファイトに身を投じていることを知り、連れ戻すために鹿児島の実家から上京したが、ミツルの決意やドラエの実力を実際に見て渋々ながら認める。その後すぐに再上京してミツルやドラエと同居を開始。サバサバした性格からか一転して兄を積極的にサポートするようになり、チームの記録係などを務めている。試合に際してはディーヴァ（チームのマスコットガール）として、ドラエお手製のドラミカラーのメイド服（ポケットはチェック模様）を着る。
放送大学で外国語を学んでおり、学生身分ということでミツルと違い、親からの仕送りを貰っている。将来は父のチャーリー同様の文筆業を目指し、web小説から書籍化を果たしたほか、漫画作品の原作も手掛けている。
女性陣のなかでは比較的常識人。胸のサイズについてコンプレックスが有る模様（それでもツマヌダに来てからBからCにアップしたらしい）。軽い近視でたまに眼鏡をかけるときもある。
金髪碧眼、ロングヘアに赤いリボンが特徴。モチーフは『ドラえもん』のドラミ。
ジロー・王（ジロー・わん）
本名：王 次郎（おう じろう）。陳式太極拳の修練者。身長171センチメートル、体重59キログラム。18歳。日本生まれ（本名の名字の「王」の読みが“わん”ではなく“おう”になっている）。太極拳の達人である台湾人の父と日本人の母の間に生まれ、物心つく前から父や姉が練習する太極拳を見続けて基本を学んだ天才拳士。ミツルに初黒星をつけ、以後ミツルのライバルにして友人となった。女性的な顔立ちの美少年で、その容姿から女性ファンが多いため外出する際は変装するようクインシーから言いつけられている。
太極拳に対しては真剣且つ熱い意志を秘めているが、普段の性格は非常に温厚かつ無口で家族も彼が激しい感情を表したところを見たことが無い。服装には無頓着で服を自ら選んで買った経験は無いとのこと、クインシーに小さい頃からお下がりの服を着せられていたこともあって、メイド姿などの女装には慣れており板についている。但し、慣れているというだけで好きな訳ではない。趣味は読書と模型作りで手先も器用。本人の弁によれば方向音痴とのこと。
15巻にて、台湾本家の要請を受けてしばしツマヌダを離れることとなり、出国前に王子杯で果たせなかったミツルとの勝負を申し込むが、ドラエからの提言で台湾から戻った時の再戦を約束する。台湾において本家に属する使い手の多くと立ち会い、王家流太極拳の代表選手と認められ、アーニャが開催した対抗戦「シャイニング・ロード記念大会」でついにミツルとの再戦を行う。台湾にいる間に形意拳と八卦掌を学び、王家流太極拳を完成形に近いものとしたが、試合中にミツルが負傷したため対戦は日延べとなった。窮乏する本家への援助を申し出たアナスタシアとの契約条件が「ツマヌダのチャンピオンになること」だったため、EXリーグからチャンピオンズリーグに昇格し、一年後には見事ツマヌダの頂点であるランキング1位に成り上がった。密かにラミィに想いを寄せており、ミツルとの初の防衛戦を前に告白し交際を始める。
1本アホ毛が特徴。モチーフは『オバケのQ太郎』のO次郎。
クインシー・王（クインシー・わん）
本名：王 宮世（ワン グンシー）。「クインシー(Quincy)」は通称、ラミィからは「クーちゃん」と呼ばれる。ジローの姉でチーム監督。身長166センチメートル、バスト99センチメートル。26歳。台湾生まれ（名字の「王」の読みが弟とは違い“わん”）。ストレートな黒髪を長く伸ばした巨乳美人。自身も太極拳の達人である。意志が強く、陽気で大雑把な性格で言動にも遠慮が無いが、自信家ゆえに付け入られる隙も多い。一方で可愛い物好きで子どもに優しく、誰とでもすぐ打ち解けられる愛嬌のある面も見せる。大食家で酒豪。整理整頓と犬が苦手。
父親である王英才を不当に追放した本家に対して、父の実力と正統性を証明するため、ジローを連れてツマヌダに来た。
15巻にて、台湾本家の要請を受けてジローと共にしばしツマヌダを離れることとなる。その後、アーニャが開催した対抗戦「シャイニング・ロード記念大会」に参加するジローと共に帰国してきた。
頭頂のアホ毛5本（上向き3本・下向き2本）が特徴。モチーフは『オバケのQ太郎』のQ太郎。

### 主要キャラクター達の家族・血縁者
チャーリー・カーペンター・八重樫（チャーリー・カーペンター・やえがし）
ミツルの継父で、ラミィの実父。45歳。身長190センチメートル、体重120キログラムの巨漢。鹿児島県在住。イギリス人で18歳の時に日本に留学し、大学の相撲部に入ったことがきっかけで日本文化に魅入られ、日本文化を紹介する文筆家として祖国の新聞・雑誌に連載を持っており、論文も発表している。本気モードの時は和服を着る。ラミィの実母である前妻を飛行機事故で亡くし、その事故の遺族会で珠子と出会い再婚。
イラストレーターを目指すために上京したはずのミツルがツマヌダでストリートファイトをしていることを知り、珠子と共に彼らのもとを訪れた。ミツルの覚悟を試すために相撲で勝負を挑み、覚悟の程を見届けた後はツマヌダでの試合を認め、ドラエに彼のことを頼み鹿児島へ帰郷した。
自身も日本に留学する際に父親から反対され、そのことで逆に決意を固めた過去がある。
八重樫 珠子（やえがし たまこ）
ミツルの実母で、ラミィの継母。44歳。地元地域新聞の編集者。ミツルの実父である前夫を飛行機事故で亡くしている。後に夫となったチャーリーと違い格闘技とは縁の無い人生だったが、些細なことでは動じない芯の強さを持つ。ミツルの一度決めたことは最後までやり通す粘り強さはこの母譲り。ミツルがストリートファイトをすることについては最終的に認め、夫同様に応援する覚悟でいる。
八重樫 虎江（やえがし とらえ）
ミツルの祖母にして橘明道の一人娘。63歳。身長149センチメートル。
ミツルの父
ミツルの実父。本名は明らかにされていないが、八重樫姓であるなら入り婿だった可能性あり。作中ではミツルの思い出話にのみ登場。職業は消防士で、レスキューの資格も持っていた。飛行機事故に遭った際にも存命しており、自身の他にも生きていた要救助者を救助するも、自身は怪我を推して動き回ったことで命を落とす。
王 雛子（おう ひなこ）
ジローの双子の姉で、クインシーの妹。通称ピーたん。18歳。身長158センチメートル、体重47キログラム。姉弟と同じく太極拳の修練者。日本生まれ。横浜中華街で店を営む両親と共に生活している。将来は料理人を目指しており、調理師専門学校に通っている。
1本アホ毛とリボンが特徴。モチーフは『オバケのQ太郎』のP子。
王 英才（ワン インツァイ / おう えいさい）
ジロー達三姉弟の父。風貌は一見何処にでも居そうな普通の中年男性で、争いを好まない温和な性格だが、自分より二回りは大きな体格のプロレスラーを数mも吹っ飛ばす強力な発勁と、攻撃を捌かれた側がどの方向に「化」されたのかすら分からない程に高度な化勁を併せ持つ太極拳の達人。
台湾で実戦太極拳の雄と言われた達人・王 樹才（ワン シュウツァイ）の四男。末っ子ながら兄弟の中では最も優れた才能と実力を持っていたが、父の樹才が後継者を決める前に事故死したのを発端に、その強さを妬んでいた3人の兄達によって台湾から追放された。優しい性格から家族間で傷付け合うことは避け、妻・明子（あきこ）が日本人ということから日本に移り住み、横浜中華街で店を経営して生計を立てている。日本に来てからは家族以外の前で太極拳を披露することも無くなったが、その実力はなお健在。中華まんが美味く店の看板商品。
ジロー達がツマヌダで闘うことについては内心複雑だが、今のところは温かく見守っている。モチーフは『ドラえもん』の出木杉英才。
王 芬綺（ワン・フェンチー）
台湾の王本家からやって来た大学生。19歳。身長157センチメートル。英才の一番上の兄・堂才（タンツァイ）の娘でクインシーやジローの従姉妹。叔父である英才が「日本人の女に誑かされて家を捨てた」と聞かされていたため、最初は態度を硬化させていた。
孫安福との試合の後、自らジローと立ち会い誤解していたことを認めた。大学では日本語学科に在籍しており、日本のアニメやファッションといった物を好む若者（哈日族〈ハーリーズゥ〉）である。
1本アホ毛とショートカットに長めに伸ばした揉み上げが特徴。ちなみにクインシーに限らず王家の女性は体格に反して胸は豊かな模様（雛子や芬綺も体格はラミィと大差ない）。
アキミチ・タチバナ=ドリャーエフ/橘 明道（たちばな あきみち）
今は亡きドラエの祖父。柔術と剣術の達人であり、雪深いシベリアの森の奥で幼きドラエと2人で過ごし、武術を伝授した人物。武術に限らず、各種の作業から簡単な医療・整体、ケンカの仲裁と「何でもできる人（ドラエ談）」で「何事も力尽くでは駄目だ」という考えを持っていた。村の子供たちにも柔道を教え、教え子の一人、ユーヴォ・アダムスキーはロシア総合格闘技のチャンピオンとなっている。若い頃は武者修行のために様々な土地を渡り歩き、その際に沖縄や台湾で若き日の朝倉藤十朗、王樹才と対戦し、軽く退けている。
第二次世界大戦時に旧日本軍に予備役として徴兵され、終戦直前は満州に従軍し、若き日の御名本弘志郎と同じ隊にいた。終戦後はシベリアの収容所に送られ、3年間の強制労働を科せられる。そこから解放されてからはしばらく国内を放浪した後にシベリアに定住し、樵（きこり）を生業としながら一生涯を過ごした。これは終戦時の混乱で妻・龍江（たつえ）と、その間に授かった一人娘にして、後のミツルの祖母・虎江（とらえ）と生き別れてしまったからであり（明道は妻子ともに死んだと思っていた上、龍江も明道が死んだと思っていた）、長らく家族を持たずに一人暮らしだったが、ある日、森の奥で一組の夫婦の凍死体とまだ息がある赤ん坊を発見。その赤子を自分の孫として引き取る決意をし立派に育て上げた。その赤子こそがドラエであり、天涯孤独だと思っていた人生に確かな生きがいを得る。
前述の通り、実はドラエとの血の繋がりは無いが、ミツルとは曾祖父と曾孫にあたる関係であり、作中では明道の血を受け継ぐ男子はミツルしかいない。ドラエがミツルに明道流柔術を継承してもらいたいのは、このことが理由である。ドラエから常々聞いていた偉大な人物が血の繋がった曾祖父と知ったことでミツルは自身の存在にプライドを持つようになった。
作中時間の二年前、村で集団食中毒が発生。治療のための薬品を手に入れるために雪山を二日間歩きとおして往復した際に帰りついた自宅で眠るように亡くなった（奇しくもミツルの曾祖母・龍江も同じ頃に亡くなっている）。享年90。
王 樹才（ワン シュウツァイ）
ジローたちの祖父であり、英才を含めた四兄弟の父親。20年ほど前に事故で亡くなった。優れた拳法家であると同時に大した食通だったらしくレストラン「大樹酒家」を経営していた。王家の後継者問題が揉めたのは拳法道場だけではなく大樹酒家をも受け継ぐことが関わっていたため。
幼いころから多くの武術を学び、10代半ばで「小覇王（ヤングチャンピオン）」と呼ばれる腕前だったが、17歳の時、台湾を訪れた明道と対戦し敗北。その際に明道から「最も向いている」と言われた太極拳に本気で取り組むようになった事実が遺された日記から明らかとなっている。
アナスタシア・ポコロフスカヤ
16巻にて登場したドラエそっくりな容姿を持つロシア人女性。21歳。身長166センチメートル。愛称はアーニャ。その正体はドラエの双子の姉。不育症に悩む夫婦に産まれた病院から連れ去られた妹・タチアナ（ドラエ）を家族と共に探し続けていたが、偶然見たツマヌダのネット配信映像にドラエの姿を認め、日本にやってきた。
ドラエをロシアに連れ帰ろうとするが、ドラエがミツルとの繋がりを再確認したことから諦めてひとまず帰国するが、一ヶ月後に再び来日。台湾の王家に対するスポンサー候補としてジローを中心とした5人の外国人選手とツマヌダ側の選手5人による対抗戦「シャイニング・ロード記念大会」を開催する。
ドラエのメイド服姿を真似た格好でビックリさせようとするなど茶目っ気のある性格。両親にも度々ドッキリを仕掛けているが、元来剛胆で一度我が子の一人を失った両親は子供の様子には敏感でドッキリは悉く失敗。それに伴ってアーニャのイタズラはどんどん大掛かりになっていった。柔道家であった父から指導を受けた彼女自身も武道に関しては一般的な基準を上回る腕前だが、企業経営などの勉強を優先している。
バウワン・アマンガム、ミュウミュウ
16巻にて登場したアナスタシア付のボディーガードとメイドを務める兄妹。
バウワンは旧ソ連発祥の軍隊式格闘術システマの使い手。生真面目だが、アーニャのメイド服姿に苦言を呈するなど、考えが固い部分もある。24歳。身長183センチメートル。体重80キログラム。
ミュウミュウはアーニャとは主従と言うより気の合う友人と言う間柄。21歳。身長159センチメートル。
バウワンのモチーフは『大長編ドラえもん・のび太の大魔境』の巨神像（バウワンコ一世）。
イヴォン・ポコロフスキ、リーナ・ポコロフスカヤ
17巻にて登場したアナスタシアの弟妹である双子の姉弟。18歳。揃って高いレベルの格闘技術を持っている。
イヴォンは172センチメートル。中々に血気盛んながら高い勝負勘とスピードを持つ少年。アメリカに留学した際に詠春拳を学んでおり、低予算アクション映画「クラフト・ターボ」にスーツアクターとして出演している。「シャイニング・ロード記念大会」のクラウンマッチではカインと対戦。善戦するがコンボ技を見切られて敗退した。
リーナは168センチメートル。一見するとクールだが、ドラエに抱きついて姉であると確信するなど少々天然な少女。レスリングとボエヴォエサンボを使うグラップラー。対象を立体的に捉える感覚に優れており、組技に関しては天性のセンスがある。一度始めたことはギリギリまでやれることをやって結果を出す主義。
ドラエとの対戦を望むが断られ、代わりに「シャイニング・ロード記念大会」で亜弥と対戦した。こちらも善戦したが敗退。組技だけにこだわることをやめ、衛府流空手に入門する。
イワン・ポコロフスキ、エカテリーナ・ポコロフスカヤ
アーニャたちの両親。子供たちの行動はしっかりと見ており、内緒にしていた「ターニャ発見の事実」にも気付いている。
父であるイワンは66歳。171センチメートル。ロシアの大企業スヴェト・ダローガ社社長で元オリンピック柔道ソ連代表。若い頃は稽古に打ち込むあまり道着のまま寝てしまうほどで、今ではパジャマ代わりにしている。少年時代にロシア（当時はソビエト）を放浪中の橘明道と出会っており、約1年ほど指導を受けたことがある。自身が収蔵していた日本刀をミツルに贈った。
母であるエカテリーナ（愛称はカーチャ）は44歳。165センチメートル。子供たちにもナイショで来日し、御名本老を訪ねる際にドラエに遭遇している。御名本邸において改めて対面を果たす。娘が攫われてしまったのは産後に体調を崩していた自分が弱気になっていたからだと思うなど少々内罰的傾向がある部分はドラエと似ている。イワンと結婚する前はポコロフスキ家のメイドでイワンの前妻・オクサーナからは娘の様に可愛がられ、オクサーナが病で亡くなる時にも後添いとして支えてやってくれと頼まれるほど信頼されていた。結婚の前後からイワンの秘書を務め、役員の一人となっている。

### ツマヌダ格闘街関係者
御名本 裕子（みなもと ゆうこ）
ツマヌダ格闘街運営委員会 (TFTC) 専務理事で格闘街の運営に采配を振っている。御名本家の次女で末っ子の36歳（夫の正一は婿養子である）。経営才覚に優れ、大学在学中に仲間と起業したWDN（ワルキューレ・ドット・ネット）の社長で、同社を10年足らずで国内有数のIT企業に成長させた実績を持つ。格闘技未経験者ながら格闘家を見る目は確かでミツルとジローを将来のスター選手として見込んでいる。高校時代は水泳部に所属しており、全国大会に出場した経験もある。趣味でヨガを嗜んでいる。
綿密な計画を立てた上で大胆に行動することをモットーにしており、決断を下すのは迅速かつ直感的。少々の粗も押し通しつつフォローもする胆力と配慮もある。
ルックス的にはジローよりもミツルの方が好みらしい。モチーフは『オバケのQ太郎』のU子。
御名本 柚香（みなもと ゆずか）
御名本裕子の娘。11歳。名門校、富士光学園妻沼田校小等部の6年生。幼いながらも礼儀正しくしっかりした少女。将来は医師志望。
ミツルのファンで、母の提案した無謀な試合を警告するため、かつサインをもらうために現れた。運動は苦手だが、ミツルの指導で改善しつつある。
御名本 弘志郎（みなもと こうしろう）
裕子の父親。抜群の商才で富を成し、政財界に大きな人脈と影響力を持つ企業家。83歳。事業は子供達に譲って鎌倉に隠居しているが、裕子がツマヌダ格闘街を発足させる際には法的整備や各種関係者間の調整等で弘志郎の力を借りており、また弘志郎本人も居合や合気道を嗜む武道家で、ツマヌダにも別宅を持っているなど、なお少なからぬ関わりがある。またブルツネシアでの事業活動が縁で王家とも親しく、カインの日本での後見人を引き受けている。
1945年（当時20歳の少尉）、満州での従軍中から戦後のシベリア抑留において橘明道に命を救われたことから大きな恩義と感銘を受けており、以後も交友を持ち続け、明道が亡くなる前にドラエを託された間柄でもある。このためドラエも自分の孫同様に可愛がっており、彼女を幸せにできる男性を捜すことを自らの余生の責務と考えている。
中島 明日香（なかじま あすか）
御名本裕子の秘書。裕子の無茶な言動に振り回されている模様。
羽鳥 賢蔵（はとり けんぞう）
妻沼田市治安維持部隊監督責任者。52歳。身長174センチメートル、体重68キログラム。十方流兵法忍術の16代目宗家であり、忍者として武術だけでなく情報の収集や分析、心理戦にも長けている。10年ほど前のシベリアで10歳頃のドラエと祖父の明道に出会い、それ以来明道流との交流を持っている。カイン王子とも知り合いで忍術指導をしている。モチーフは『忍者ハットリくん』のハットリカンゾウ（+父親のジンゾウ）
羽鳥 心（はとり しん）
妻沼田市治安維持部隊隊員。富士光学園高等部在籍の17歳。身長155センチメートル、体重44キログラム。賢蔵の娘で小さい頃から父に十方流兵法忍術を教わっている。正義感が強い分我も強く短気な面があり、それが原因で無用の争いを起こすこともある。本気で闘う際は片手に合金製のトンファー（伸縮式）を持つ。
自信家で負けん気の強い性格だが、ドラエと手合わせした結果、素直にその技量を認め指導を受けるようになった。それ以降はドラエを魂（こころ）の師匠と慕い、ミツルのことを兄弟子にあたるという理由から「にいさん」と呼ぶなど体育会系的なノリがある。従姉妹の鈴女、真理との3人で、美少女忍者部隊「コギャルンジャー」を結成している。モチーフは『忍者ハットリくん』のハットリシンゾウ。
羽鳥 鈴女（はとり すずめ）
心の父方の従姉妹で妻沼田市治安維持部隊の隊員。16歳。身長160センチメートル、体重48キログラム。十方流の使い手で、心と共にドラエの武術指導を受けている。弓や手裏剣のようなテクニックを要するものが得意。性格はしっかり者かつ慎重派で心と真理を含めた3人の中ではまとめ役。読書家でもある。スレンダーな体型で、バストサイズにややコンプレックスあり。モチーフは『忍者ハットリくん』のツバメ。
獅子尾 真理（ししお まり）
心の母方の従姉妹で妻沼田市治安維持部隊の隊員。17歳。身長163センチメートル、体重52キログラム。十方流の使い手で、心と共にドラエの武術指導を受けている。パワー面に秀でており、重量のある槍や剣を自在に使いこなす。女子高生らしく、甘い物が大好きでおでんも好物。天真爛漫で、細かいことは気にしない性格。バストはFカップ。モチーフは『忍者ハットリくん』の獅子丸。
浦光 摩緒（うらみつ まお）
妻沼田市治安維持部隊作戦本部司令官。22歳。身長156センチメートル、体重49キログラム。眼鏡をかけ、黒を基調としたゴスロリ・パンク系のファッションに身を包んだネガティブなイメージを漂わせる女性。十方流忍術において心、鈴女、真理たちの先輩であり、実動部隊である彼女達に指令を出す上司的な立場にある。十方流を学んではいるが体術は苦手。
浦光家自体が戦闘よりも情報の収集や管理といった諜報分野に長けた家系で、その中でも100年に1人の才能と言われている。その知識量は該博にして観察眼は非常に鋭い。生来の知りたがり屋な性格も相まってか、あらゆるIT機器も使いこなして綿密な調査活動を行う。また、ハッキングの技術も高く、大学卒業時には国内外複数の情報機関からスカウトされた能力の持ち主。そのため彼女を怒らせると、後で知られたくない秘密をバラされたりするなどの報復が有り得るので非常に恐れられている。その能力の高さなどから畏敬の念を込めて「魔王」と呼ばれている。ただし彼女自身は冷静かつ客観的な観察を信条としており、情や分別がないわけではない。呼び名に関しても友人と認めたラミィには本名で呼んでほしいと頼んでいる。言葉に頻繁に「 - デス」と入るのが特徴的（“DEATH”とかかっている）。情報を扱う仕事柄外出の機会が少なく、生活リズムも不規則になりがちなため健康には気をつけている。スタイルは結構良い。
ミツル、ジロー、鷹羽の今後に注目しつつ、ミツルをツマヌダでデビューしてから半年でエキスパートリーグへ昇格させたドラエと、彼女とミツルとの因果関係を自ら全力で調べる甲斐のある対象としており、調査を進める。モチーフは『魔太郎がくる！』の浦見魔太郎。

### ツマヌダストリートファイター達とその関係者
チェ・ヒンメ
ツマヌダ格闘街の選手。韓国人アクション映画スターで、映画の撮影も兼ねてツマヌダを訪れていた。格闘スタイルはテコンドーで、オリンピック強化選手に選ばれた経歴を持つ。ミツルとの試合に負けて以来再戦を望んでいたが、映画の撮影終了直前にジローに惨敗してしまい、再戦はかなわないまま韓国へ帰国。子供の頃は肥満児で運動音痴だったが、テレビで見たアクションスターに憧れてテコンドーを始めた。
西崎 健（にしざき けん）
ツマヌダ格闘街の選手。元アニメーターのイラストレーターで、格闘スタイルはキックボクシング。184センチメートルの長身からくるリーチを活かしたローキックを主体に闘う。ミツルの画業における憧れの人であり、試合後は月に何日かアシスタント的な仕事をさせて貰うなど、格闘と絵の両面からのアドバイザー的存在となっている様子。妻の名前は香奈子。お腹はまだ目立たないが第一子を懐妊している。膝の故障と、生まれてくる子供に危険な所は見せたくない理由から、ミツルとの再戦を最後にストリートファイトは引退して趣味にとどめることにした。
風間 鋭士（かざま えいじ）
ツマヌダ格闘街の選手。19歳。身長169センチメートル、体重74キログラム。剛毅の双子の兄。本業は裕子が支援しているプロレス団体に所属するプロレスラー（マスクマン）であり、格闘スタイルもプロレス。ツマヌダでファイトをしているのはプロレスラー修行の一環。リングネームは暴風仮面（ハリケーンマスク）2号。プロレスラーとしては小兵だが、その分身軽で反射神経や瞬発力に優れる。その敏捷性を活かした空中殺法を得意とする技巧派。弟・剛毅とタッグを組み、ミツル＆ジローとのタッグと戦った。性格は陽気な楽天家。細かいことに拘らないお調子者。モチーフは『パーマン』のパーマン2号（ブービー）。
風間 剛毅（かざま ごうき）
ツマヌダ格闘街の選手。19歳。身長191センチメートル、体重101キログラム。鋭士の双子の弟。本業は裕子が支援しているプロレス団体に所属するプロレスラー（マスクマン）であり、格闘スタイルもプロレス。ツマヌダでファイトをしているのはプロレスラー修行の一環。リングネームは暴風仮面（ハリケーンマスク）1号。兄よりもプロレスラーらしい体格で資質に恵まれているという周囲の判断から、弟だが「1号」を名乗っている。実際パワー面に秀でており、プロレスラーとしては正統派と言える。パンチ一発でガードの上からミツルを吹っ飛ばしたり、2号（鋭士）が空中殺法を繰り出す際に高く投げ上げたりしている。性格はお調子者の兄とは対照的に勤勉で実直。慎重に行動する物静かな理論派。モチーフは『パーマン』のパーマン1号（須羽ミツ夫）。
パトリック・ディロン
ツマヌダ格闘街EXリーグの選手。26歳。身長180センチメートル、体重78キログラム。ボクシングと柔道をミックスした「ディロン流格闘術」を使う。ミツルのEXリーグ昇格後第一戦の対戦相手。ボクシングと柔道を共に高いレベルで習得し、戦術、戦略共に弁えたプロ選手。
本業は妻沼田駅前で英語学校「PD英語スクール」を経営する社長。ディーバ（セコンド等も務め、SFを賑せる女性スタッフ）もスクールの講師陣でファイトの際にも給料を出している。モチーフは『オバケのQ太郎』のドロンパ。
幸田武尊（こうだ たける）
ツマヌダ格闘街EXリーグの選手。22歳。フルコン系空手歴4年の経験者だが偶然を装ったり、小細工仕掛けを使うダーティ・ファイトで知られている。
モチーフは『ドラえもん（連載版）』のジャイアンこと剛田武（「大長編」はユーヴォ）。
ロビー・ウラタム
ツマヌダ格闘街EXリーグの選手。23歳。身長182センチメートル、体重70キログラム。アフリカ・ナイジェリア出身。スポーツ万能で、格闘の他にもバスケットボールや陸上競技でも活躍している。日本語はかなり流暢だが、都合が悪くなると判らない振りをする所がある。モチーフは『ジャングル黒べえ』の黒べえ。
鷹羽 和義（たかば かずよし）
ツマヌダ格闘街の選手。19歳。身長171センチメートル、体重61キログラム。阿弥と偶然出会ったことがきっかけで伝統派空手・衛府流に入門し、ツマヌダに来てわずか1ヶ月余りでルーキーリーグからエキスパートリーグへの昇格試験を受けられるだけの勝ち星を重ねている。しかし、空手を始めて1年しか経っていないのでまだ白帯。特に目立つような体格ではないが、闘いの際に見せるパワーと一撃必殺の威力は驚異的。スポーツ万能型というよりは、地味な練習を何度も反復できる根気強さを持つ努力型。
ただ強いだけではなく頭脳明晰でもあり、難関の国立大に合格している（空手に専念するために休学）。性格は温厚かつ素朴で、一般人とは少々物事の価値観が異なる天然系。自分が強くなって強敵に勝つことよりも、空手という武術そのものを深く理解することを追求しており、試合とはその成果を確認する場でしかないと発言している。
「シャイニング・ロード記念大会」での孫安福との対戦後もたゆまぬ鍛錬を重ね、最終話ではツマヌダチャンピオンズリーグでランキング3位となっている（2位はミツル）。
実はその頭脳は明晰を通り越して正しく「天才」としか言いようのない能力の持ち主。書物を始めとして一度見聞きした物は完全に記憶しており、学校の試験も「教科書通りに回答しただけ」で全国模試の一位を獲得している。幼少の頃から好奇心旺盛で様々な趣味にのめり込んだ末に行くトコまで行きついては興味を無くしていた。そのため自身の予想と理解を越えた事象に遭遇すると笑みを浮かべる癖を持ち、そうなったら頭脳をフル回転させて「それ」を突き止めるまで止まらなくなる。モチーフは『エスパー魔美』の高畑和夫。
朝倉 阿弥（あさくら あみ）
衛府流空手道創始者・朝倉藤十朗の孫娘。18歳。鷹羽と同じく衛府流を学んでおり、鷹羽の先輩的な立場。熟練度はかなり高く、気丈で正義感が強いが少々そそっかしいところがある。母方の祖父がフランス人という日仏クォーターであり、その血筋の影響で髪が赤い。子供のころから勘が鋭く、隠し事は通じないほか、「助けを求めるものの声」を感知してそれらの現場に飛び込んでしまうことが多々あり、そのような状況を切り抜けられるようにと祖父から空手を学んでいる。空手の才能に関しては彼女の父親はさっぱりだった事もあって祖父である藤十朗を驚愕させている。
集中力に優れており、それが研ぎ澄まされた時には対戦相手の動きの軌跡が光って見え、相手の動きをある程度先読みできる。空手家だが下は袴を着用している。これは袴姿の方が可愛く見えるからと、衛府流は蹴り技をあまり使わない流派であるから。モチーフは『エスパー魔美』の佐倉魔美。
朝倉 宝鈷（あさくら ほうこ）
阿弥の妹。10歳。まだ子供だが礼儀正しく家事が得意で、姉よりもしっかり者。愛称は「ポコたん」。姉と同じく赤髪。空手も学んではいるが普通に甘い物やオシャレが好きな女の子。
朝倉家で飼っている犬のコン太の面倒をよく見ている。
朝倉 藤十朗（あさくら とうじゅうろう）
阿弥達の父方の祖父で衛府流空手道の師範であり創始者。83歳。見た目は小柄な好々爺だが、自分よりはるかに大柄な外国人空手家を軽くあしらい、ドラエの真正面に居ながら虚を突ける程の達人で、阿弥と同じ様に相手の動きを先読みできる。1942年頃（当時17歳）にドラエの祖父である橘 明道と対戦して軽くあしらわれたが、その際に「何事も力尽くでは駄目だ」という教えを受けた他、明道の伝手で鹿児島に渡り、薬丸自顕流を学んだことがある。
かつて開いていた衛府流空手道場に入門した弟子・タダシ（仮名）が道を誤り、師として責任をとって止めたのち道場を閉めた。その時の経験から、才能があることが決して良いことばかりではないと感じて、新たな弟子をとる気もなかった。極端に勘の利く阿弥や弟子である鷹羽の行く末を憂いてもいる。
カイン・ブルツ・トゥーラッド
東南アジアの産油国・ブルツネシア王国の第三王子。19歳。身長183センチメートル、体重70キログラム。自他共に認める日本オタクで、日本文化や武道に強い興味を持っており、日本留学に来た折にツマヌダで選手デビューもしている（一応、大学に籍がある）。子供の頃から文武両道の英才教育を受けており、スマートな長身を活かしたリーチの長さと素早い身のこなしで繰り出す軍隊式格闘術は遠近両方の攻守に長けており、対戦したミツルを限界ギリギリまで追い詰めた。ミツルと戦い破れてからは彼を武術の師と慕うようになる。さらにツマヌダの有望な新人選手たちを知るため、独自のトーナメント戦「王子杯（プリンスカップ）」を開催する。大抵のことを並み以上にこなすオールラウンダーな能力を持つが、王子杯で鷹羽に敗れたことを切っ掛けに「最も使用できる技術」が限定されるボクシングを追求し、「シャイニング・ロード記念大会」のクラウンマッチではドラエの語った要訣からヒントを得て予備動作を消し、拳一つ分リーチが伸びる拳技「引力拳（グラビテートパンチ）」に開眼する。
アジア有数の産油国の王子だけに1億ドルを超える個人資産を持つ御曹司だが、本人は殆ど金に執着しておらず、箱入りで育てない国王の教育方針ゆえか嫌味のない明朗快活な性格。明るすぎて傍から見れば能天気な男に感じられるが、王族だけあって祖国への愛国心はとても強く、真面目な面も持つ。日本に留学してストリートファイターとして選手登録したのも、日本の文化や「武」の精神を学び、やがてはそれらをブルツネシア王国の更なる発展に活かそうと考えているから。ミツルとの戦いを通じてドラエの並外れた実力にも触れ、将来は彼女を妃に迎えたいと思う程に惚れ込んでいる。モチーフは『怪物くん』の怪物太郎。
ローズ・ナイト、カミーラ・クック、ヴィオレッタ・フォルテ
カイン王子に仕える女従者。3人とも王子への忠誠心は強く、王子の補佐役だけでなく何かあった際の身辺警護も務める。戦う時は警棒を武器としている。3人とも異なる国の出身で、ブルツネシア王家が運営する職業訓練学校（無償）を優秀な成績で卒業したエリートメイドである。
ローズは3人のリーダー格でスケジュール等の総合管理を行う。眼鏡をかけており涙もろい一面もある。24歳。身長166センチメートル。
カミーラは料理が得意で明るいムードメーカー。21歳。身長163センチメートル。
ヴィオレッタは機械に強く、情報管理を担当する。3人の中では腕っ節は一番上。19歳。身長162センチメートル。
ミストラティマ・ブルツ・トゥーラッド
カインの妹でブルツネシア王国第2王女。11歳。身長138センチメートル。愛称はミスティ。上の兄姉はかなり年が離れているため、一番年が近いカインには非常に懐いている。モチーフは『怪物くん』の怪子。活動的な性格でツマヌダで開催されるジュニア向けのスポーツイベントには積極的に参加している。
フランコ・ノルシュタイン、トラキア・ナイト
ミスティのボディーガード及びお目付役。モチーフはそれぞれ「怪物くん」のフランケンとドラキュラ。
フランコは東欧出身の元軍人。戦争で家族を失い、ボディーガードに転職した。軍に入る前からサバットを嗜んでおり、長いリーチから繰り出される蹴りは強力。38歳。身長199センチメートル、105キログラム。
トラキアは本来王宮のメイドたちを統括する立場で人物に対する鑑定眼が鋭い。ローズの実姉で妹同様に国の職業訓練校を優秀な成績で卒業し王宮にスカウトされた。28歳。身長170センチメートル。
孫 安福（スン・アンフー）
「王子杯」に一般参加枠で出場してきた台湾人ビジネスマン。一見するとやや肥満体形の中年男性だが、試合ではロビー・ウラタムを化勁で翻弄し、すれ違いざまの「交差法」で仕留める達人。
その正体は英才の兄弟子で、世界を股に掛けて活動する鏢師（ひょうし、フリーのガードマン）にして本業は食品会社の営業マン。太極拳以外に八卦掌と形意拳を高いレベルでマスターし、さらに危険な反則技も巧みに使いこなす実力を持つ。英才を追放した王本家の依頼を受け、ジローを潰す刺客として対決する。
「シャイニング・ロード記念大会」でも外国人チームの一員として参加し、鷹羽和義と対戦。「硬気功」と称した体幹からの発勁を用いて試合をした。モチーフは『笑ゥせぇるすまん』の喪黒福造。

### その他の人物
春日野エリザ（かすがの エリザ）
薩摩藩主・島津家の流れをくむ名門・春日野家の令嬢。19歳。スペイン人の母を持つハーフで八重樫兄妹とは小学校時代の同級生。御名本家とは親戚筋。
ラミィがハーフなのを理由にガキ大将達から苛められた時に、ミツルが勇気を持って立ち向かいラミィを助けた所を見て以来、ミツルの心の強さを感じ取り惚れこんでいる。自分の結婚相手に相応しい「本当に強い男」を探すために大学を休学し、格闘の街であるツマヌダを訪れた際に偶然ミツルと再会。これは運命だと思い、ミツルを結婚相手に選ぶことを決意するがラミィとはライバル関係になる。ただのお嬢様ではなく合気道の心得もあり、努力を怠ることはないが、自分のやりたいことを我慢せずに行動するお転婆娘。モチーフは『チンプイ』の春日エリ。
新風イリヤ（しんぷう イリヤ）
春日野家の使用人でエリザ付きの執事を務める青年。20歳。163センチメートル、59キログラム。同じく執事を務めていた祖父・三太夫から東郷示現流を学んだ剣士だが、奔放な行動をとるエリザに振り回される苦労人で16巻でツマヌダにデビューするがエリザによる過剰な演出や普段の奔放ぶりには困っており、彼女の事は「手のかかる妹」と捉えている。モチーフは『チンプイ』のチンプイ。
新風 三太夫（しんぷう さんだゆう）
イリヤの祖父であり、剣術と執事の師匠でエリザの合気道の師匠でもある。82歳。171センチメートル。66キログラム。執事業は引退して指宿の観光ガイドのボランティアをしている。若者相手に冗談をかまし、ハーレーを乗り回すチョイ悪ジジイ。モチーフは『チンプイ』のワンダユウ。
二十市 衛門（はたいち ひろと）
鹿児島県の指宿に住む、ミツルの親戚の男子高校生で家業は温泉旅館「つづら庵」。17歳。基本的におとなしいミツルとは違い、血気盛んな性格で地元では喧嘩三昧。ミツルからは「ヒロト」ではなく「エモン」と呼ばれている。喧嘩どころか、格闘なんて縁のなかったミツルに差を付けられたため、自分もツマヌダのプロ・ファイターになって追いつこうと躍起になっているが、そのやる気が少々空回り気味。前に進むことばかり考えて、そのために必要な知識の習得や、地道な練習を軽視しがちな面がある（現実問題として学業の成績は悪く、慣用句などは日常的に間違えている）。その後、新風三太夫から示現流の指導を受け、最終話では18歳となったこともありツマヌダにてデビュー戦を果たした。モチーフは『21エモン』のつづれや21エモン。
問 雅（ただす みやび）
衛門とつるんでいる女子高生。17歳。小柄でミニスカートとニーハイソックスを履いている。特技はバレエで地元では「キックの雅」と呼ばれている。モチーフは『21エモン』のモンガー。
五音 佑（ごおん たすく）
衛門とつるんでいるメガネをかけた女子高生。17歳。長身で昔のスケバンのようなロングスカートを履いている。特技はボクシングで地元では「パンチの佑」と呼ばれている。モチーフは『21エモン』のゴンスケ。
天之川 美月（あまのがわ みつき）
指宿の大手ホテル「指宿銀河ホテル」社長の娘でエリザの従姉妹。衛門とは隣同士の幼馴染でもある。モチーフは『21エモン』のルナ。
海星 伝馬（うみほし でんま）
ミツルの高校時代の同級生で地元ローカル局向けの特撮番組「宇宙剣士サッツマン」を制作する監督。映像作家としては「そうした方が良くなる」と判断すれば妥協を許さない性格。モチーフは『ウメ星デンカ』のデンカ。
九条 玉藻（くじょう たまも）
御名本家に代々仕える使用人で、鎌倉の弘志郎邸でメイドを務めている。優美かつ聡明な女性で、ドラエが日本に来てから約1年にわたってメイドとしての技術を学んだ師匠でもある（ドラエは現在も「先生」と呼んでいる）。実は既婚者。
細山 香苗（ほそやま かなえ）
TV中継されるエキスパートリーグ以上のストリートファイトにおける実況を務める女性。
淀端 博士（よどはし ひろし）
格闘技評論家。TV中継されるエキスパートリーグ以上のストリートファイトにおける解説者を務める。

## 用語
妻沼田市（つまぬだし）
千葉県北西部の東京湾に面した都市。「格闘特区」と称し、地域の活性化のためにストリートファイトの合法化、リーグ運営を行なう。選手向けの賃貸物件に補助金を出しており、選手として登録すれば例えば1万円程度の家賃で2LDKのマンションに入居できる。どこでも試合が成立するよう市内各所にレフェリーとスタッフが配置され、試合の模様はインターネットで配信される。広告と有料放送による収入が運営資金となる。
モデルとなった津田沼は市ではなく習志野市と船橋市に跨る地域名。作者にとっては「住み慣れた街」とのこと。
同じ作者による『悪役令嬢転生おじさん』では、主人公の屯田林憲三郎が妻沼田市役所に勤めている。
ルール
基本ルールは噛み付き・サミング・金的攻撃・寝技・ダウンした相手への攻撃が禁止行為の立ち技系総合格闘技。選手は規定のオープンフィンガーグローブ着用が義務付けられる。ルーキーリーグではヘッドギア・マウスピース・ノーファールカップが着用可能であり、また最初の3試合では必ず着用しなくてはならない。それ以外の防具及び同様の効果がある物（スパイクシューズや革靴、金属板入りの安全靴など）の着用は許可されないが、基本的に服装は自由。ギブアップまたは10カウントで勝敗が決する。また双方の合意のもと、特殊な勝利条件を設定した「一撃決着」（ショウダウン）という試合形式がある。
ルーキーリーグ
18歳以上の男子が登録できる。ファイトマネーは出ないアマチュアリーグ。
エキスパートリーグ
ルーキーリーグで20勝以上した上でテストに合格すると参加できる。ファイトマネーが発生するプロリーグ。
登録選手は新人選手なら登録日から、参加選手なら最後の試合から1ヶ月以内に試合を行わなければペナルティが課せられる。
他団体で一定以上の成績を残している選手の場合はルーキーリーグを経ずに参加が認められる場合もある。
チャンピオンズリーグ
エキスパートリーグの中でも優秀な選手だけが参加できる。全登録選手の中でここに入れるのは1%に満たず、ファイトマネーも高額な物となる。
明道流柔術（めいどうりゅうじゅうじゅつ）
作中にて登場する架空の武術。ドラエが亡き祖父、橘 明道から教わり修練を積んだ武術。明道は生涯特定の流派を名乗らなかったため、死後にドラエがその名前を取って明道流と名乗るようになった。帯刀することを許されない現代社会故に「柔術」を名乗っているが根底には剣術の技術を含んでいる（朝倉藤十朗によると柳生新陰流）。
ドラエが晩年の明道から学んだ投げ技、極め技中心の体力より技術を優先する技法と、イワンが青年時代の明道から学んだ打撃や武器術などを中心とした技法が存在する。これは指導した明道の年代差（30代半ば-70代以降）もあるが、指導したのがイワンを含めた村の自警団に属する青年たちと、女子であるドラエという「求められる技術の違い」も関係している。
ブルツネシア王国（ブルツネシアおうこく）
（作中の）東南アジアに存在する王制国家。石油輸出で潤っている産油国で、国民から税金を取っていない上、医療費や教育費まで無料にしている程。しかし現国王は、あくまで石油で得られている富だと理解しており、将来石油が枯渇しても困らぬ様に人材育成に力を入れているようで、跡継ぎである子供達に積極的に外国で見聞を広めさせる教育方針を採用している。

## 書誌情報
- 上山道郎 『ツマヌダ格闘街』 少年画報社〈ヤングキングコミックス〉、全20巻
  1. 2007年4月15日発行（2007年3月9日発売） ISBN 978-4-7859-2756-1
  2. 2007年10月1日発行（2007年8月27日発売） ISBN 978-4-7859-2839-1
  3. 2008年3月15日発行（2008年2月8日発売） ISBN 978-4-7859-2911-4
  4. 2008年8月21日発行（2008年8月7日発売） ISBN 978-4-7859-3005-9
  5. 2009年2月23日発行（2009年2月9日発売） ISBN 978-4-7859-3103-2
  6. 2009年8月24日発行（2009年8月10日発売） ISBN 978-4-7859-3206-0
  7. 2010年2月22日発行（2010年2月8日発売） ISBN 978-4-7859-3313-5
  8. 2010年8月23日発行（2010年8月9日発売） ISBN 978-4-7859-3441-5
  9. 2011年1月25日発行（2011年1月11日発売） ISBN 978-4-7859-3549-8
  10. 2011年7月25日発行（2011年7月11日発売） ISBN 978-4-7859-3652-5
  11. 2012年3月5日発行（2012年2月20日発売） ISBN 978-4-7859-3786-7
  12. 2012年9月3日発行（2012年8月20日発売） ISBN 978-4-7859-3902-1
  13. 2013年3月5日発行（2013年2月19日発売） ISBN 978-4-7859-4021-8
  14. 2013年8月30日発行（2013年8月19日発売） ISBN 978-4-7859-5105-4
  15. 2014年3月3日発行（2014年2月19日発売） ISBN 978-4-7859-5224-2
  16. 2014年8月30日発行（2014年8月16日発売） ISBN 978-4-7859-5358-4
  17. 2015年3月2日発行（2015年2月16日発売） ISBN 978-4-7859-5481-9
  18. 2015年8月30日発行（2015年8月16日発売） ISBN 978-4-7859-5607-3
  19. 2016年3月1日発行（2016年2月16日発売） ISBN 978-4-7859-5723-0
  20. 2016年8月30日発行（2016年8月16日発売） ISBN 978-4-7859-5844-2

※5巻発売時には津田沼地域にある書店で「津田沼書店街（ツダヌマブックタウン）フェア」が行われ、単行本を購入すると各キャラクターの書き下ろしペーパーが付いてきた。以降、新刊が発売される度に津田沼地域の書店で購入すると書き下ろしペーパーが付いてくるようになっている。